# Fagervik och Skamsund
Fagervik och Skamsund, utgiven 1902, är en novellsamling av August Strindberg. Som förebild för Fagervik har tjänat ön Furusund och Skamsund är Köpmanholm på Yxlan som ligger utanför på andra sidan sundet. Strindberg hyrde en villa på Furusund under äktenskapet med Harriet Bosse.
Några av de personer som Strindberg träffade under sina sommarvistelser i Furusund blev förebilder för gestalter i hans sena produktion. En av dem var skolkamraten Tom Edgar Wilson, som blev "Den kvarlåtne" i samlingen Fagervik och Skamsund.  
Etsande skarpt ger oss Strindberg bilden av Skamsund, med dess av storm och människors åverkan utpinade växtlighet på de annars kala bergknallarna: "Svart, tillstängt, som ett gammaldags igenlagt bränneri, ligger karantänhuset i stranden; fiskbodarne taga vid; vid stora bryggan synes handelsboden, längre upp bönehuset, grått, rätlinjigt, strävt; och så en flock stugor, anpassade till villor med deras glasverandor. Över utkiksberget ligger ett garnityr med röda svinstior, och när utfodringen sker, skriker det, som om berget låg i barnsnöd."
Men det är denna fula ö, som Fagervik har att tacka för sin skönhet, för Skamsund ligger som en vågbrytare utanför och skyddar för havets brottsjöar och de råa nordostvindarna.
Olikheten i naturen på öarna avspeglar sig i folklynnet: "Fagervikarne syntes födda med ett blidare öde än Skamsundarne; de voro också ljusare i sinnet, älskade ett glas och en sång, muntra historier och samkväm. På Skamsund däremot bodde folk av en mörkare art med hårdare öden." Där var invånarna "delade i två partier, som fejdade, bojkottade, spionerade, rapporterade. Tidtals blev dock spänningen så stark, att striden upphörde av sig själv; man gick och fruktade varandra, så att ingen vågade lyfta tass; haten höllo varandra i jämvikt, så att ett dovt lugn rådde till nästa utbrott."
Strindberg skildrar också äktenskapet med Frida Uhl.